# ايمانويل شرايبر
ايمانويل شرايبر (بالإنجليزية: Emanuel Schreiber)‏ هو حاخام أمريكي، ولد في 13 ديسمبر 1852 في مورافيا في التشيك، وتوفي في 1932 في شيكاغو في الولايات المتحدة.